# Coyame
Coyame, denominada oficialmente Santiago de Coyame es una localidad del estado mexicano de Chihuahua, localizada en la zona oriental del estado, en el Desierto de Chihuahua. Es cabecera del municipio de Coyame del Sotol.

## Historia
Coyame fue fundado en el año de 1715 por el sargento mayor Juan Antonio Traviña y Retes, explorador español que fundó otros varios pueblos en la zona desértica de lo que hoy es el estado de Chihuahua y entonces era conocida como la provincia de la Nueva Vizcaya, su fundación de se dio como una misión atendida por misioneros franciscanos cuya intenció era la evangelización de los grupos indígenas de la región, constituidos por conchos y apaches, sin embargo, estos grupos fueron sumamente reacios tanto a la colonización como a la evangelización por parte de los españoles, realizándo ataques constantes a los asentamientos de la región, lo cual obligó a que en 1725 Santiago de Coyame fuera abandonado por los misioneros y por su población de origen español o mestizo. 
La repoblación no se daría hasta el año de 1751, cuando los misioneros volvieron a la zona, impulsados por la protección que daba el establecimiento de los presidios militares, de los cuales uno fue establecido en Coyame, permaneciendo desde entonces permanentemente poblado. Sin embargo lo difícil del clima y el territorio, además de los constantes ataques de los indígenas, hicieron muy difícil el desarrollo de la población, que siempre ha sido una pequeña comunidad, ya en épocas de México independiente, los ataques apaches continuaban, hasta que fueron finalmente derrotados en Tres Castillos, punto localizado al norte de Coyame el 14 de octubre de 1880 por fuerzas militares chihuahuenses lideradas por Joaquín Terrazas.

## Actualidad
Actualmente Coyame es una pequeña comunidad del desierto, el Conteo de Población y Vivienda de 2005 dio como resultado que cuenta con una población de 709 habitantes, la principal vía de comunicación de la localidad es la Carretera Federal 16, que la comunica con Chihuahua y Aldama al suroeste, y con Ojinaga al noroeste, las principales actividades económicas provienen de su condición de localidad de paso de esta carretera, sin embargo se ha intentado diversificarla explotándo principalmente el turismo, con el desarrollo como atractivo de unas cercanas grutas que son conocidas por sus hermosas formaciones rocosas y de cristales en su interior, y que son conocidas como las Grutas de Coyame. Además se ha desarrollado una industria de explotación de los productos del desierto, particularmente de una especie única de agave de la cual se destila una bebida alcohólica típica del Desierto de Chihuahua: el Sotol, este producto, al cual se le ha otorgado denominación de origen, es u producto característico de la región y su exportación se encuentra en pleno desarrollo, en honor a este producto es que el municipio del cual es cabecera Coyame se denomina Coyame del Sotol.